# Udalard I de Barcelona
Udalard I de Barcelona (? - ca.1014) fou vescomte de Barcelona (ca. 985 - ca. 1014).

## Família
Fill del vescomte Guitard i la seva esposa Geriberga, membres de la cort dels comtes Borrell II i Miró I de Barcelona. Tant ell com el seu germà Geribert foren gendres del comte Borrell II, ja que es casaren amb dues filles d'aquest: Udalard es maridà amb Riquilda i Geribert amb Ermengarda.
Udalard i Riquilda tingueren els següents fills:
- Guislabert (mort el 1061), bisbe de Barcelona i vescomte regent de Barcelona.
- Bernat I, vescomte de Barcelona, o bé la seva esposa Ermengarda (Pencídia?). Foren pares d'Udalard II, vescomte de Barcelona, i net d'Udalard I. No és segur si era Bernat I o Ermengarda qui tenia per pare Udalard I.[1]
- Joan (mort després de 1058), pare d'Ermengol.
- Ermessenda, casada amb Gombau d'Anglesola.

## Captiveri a Còrdova
El 985 van arribar notícies que els exèrcits del cabdill andalusí Almansor s'acostaven a la Marca Hispànica. El comte Borrell va encomanar-li a Udalard la defensa de Barcelona però no pogueren aturar la ràtzia sarraïna, que va assaltar la ciutat i va aconseguir molts presoners, entre ells al mateix Udalard. Aleshores fou portat a la Còrdova del califa Hixam II. Durant el captiveri, el seu germà Geribert de Barcelona, casat amb Ermengarda de Barcelona (filla del comte Borrell II), va regir el vescomtat.
Udalard i l'ardiaca Arnulf, futur bisbe d'Osona, foren alliberats a mitjans de 990 i en arribar a Barcelona va tornar a agafar les regnes del vescomtat fins a la seva mort. Fou succeït pel seu fill gran Bernat però va morir poc després i va deixar un fill, Udalard II, menor d'edat, raó per la qual el fill menor d'Udalard I va esdevenir regent del vescomtat de Barcelona.